# Mariti ciechi
Mariti ciechi o La legge della Montagna (Blind Husbands) è un film del 1919 diretto da Erich von Stroheim.

## Trama
I coniugi Armstrong tornano a Cortina d'Ampezzo, dove, in una vacanza precedente, il marito, famoso chirurgo americano, aveva salvato la vita di Sepp, un montanaro locale, in una difficile situazione alpinistica. A seguito dell'evento, fra i due uomini era nata una sincera amicizia. Il dottor Armstrong trascura la moglie, e il tenente Erich von Steuben, un donnaiolo che è ospite dello stesso albergo, ne approfitta, cercando a più riprese di sedurne la moglie, mentre allo stesso tempo insidia una cameriera.
Tre altri clienti dell'albergo si propongono spavaldamente di scalare il Monte Cristallo attraverso la parete Nord, fino allora inviolata, nonostante ne vengano sconsigliati. Poiché la sera della loro ascensione sono avvistati in difficoltà, parte nottetempo una spedizione di salvataggio, di cui fa parte anche il dottor Armstrong, come unico medico presente. Nella stessa notte von Steuben si insinua nella camera della signora Armstrong, che - inizialmente infastidita dalle sue avance - pare gradualmente cedere alle insistenze del tenente, promettendogli almeno di pensare ai possibili sviluppi futuri della relazione illecita. In questa ed in altre situazioni consimili, Sepp ha notato gli intercorsi fra il tenente e la moglie dell'amico chirurgo.
Un giorno la comitiva (fra gli altri i coniugi Armstrong, von Steuben, Sepp) si reca presso un rifugio alpino, da dove, l'indomani, Armstrong e von Steuben hanno in programma di tentare l'ascensione al monte Cime Grande. I coniugi Armstrong prendono alloggio in camere separate, poiché il dottore non vuole disturbare la moglie nella sua levata all'alba. La notte, la signora Armstrong fa scivolare un bigliettino sotto la porta della camera del tenente von Steuben. La donna, prima di coricarsi, indugia a lungo, mentre il tenente, letto il bigliettino, si reca nella camera di lei. Invece della signora Armstrong inspiegabilmente vi trova Sepp, che riaccompagna il tenente, imbarazzato, nella propria camera.
Il giorno dopo, giunti sulla vetta della Cima Grande, il dottor Armstrong scorge nella tasca del tenente il biglietto della moglie, al quale fa tempo a dare una scorsa prima che von Steuben glielo strappi di mano lasciandolo cadere giù per il monte. Armstrong gli chiede se ad averglielo scritto fosse stata la propria moglie. Ne segue una discussione ed un diverbio, a seguito del quale Armstrong intraprende, da solo, la discesa dalla cima, abbandonando il tenente, alpinisticamente inesperto, alla propria sorte. Durante la discesa si imbatte nel bigliettino e lo legge, apprendendo che in esso la moglie intimava al tenente di astenersi da ulteriori avances, poiché ella amava il marito.
Intanto, la signora Armstrong, seguendo un presentimento, ha cominciato a risalire il monte alla ricerca dei due, insieme a Sepp e ad altri. Armstrong si trova in difficoltà e viene tratto in salvo da Sepp, mentre il tenente, del quale ci si muove al salvataggio, precipita.
Il giorno dopo i coniugi lasciano Cortina, ed il chirurgo, seguendo il consiglio di Sepp, pare finalmente prestare le dovute attenzioni alla moglie.

## Produzione
Il film fu prodotto da Carl Laemmle per la Universal.